# Шахар (божество)
Шахар — божество угаритского пантеона, бог восхода. Сын Эля и брат-близнец Шалима (бога заката). Мать — Рахмайу (возможно, Анату).
Шахару и Шалиму — благие боги, боги плодородия и одновременно боги небесные, связанные со звёздами.
Этимология связана с שָׁ֫חַר‎ — восход.
Упоминается в Исаия. 14:12. Выражение Хилель бен Шахар («несущий свет», «блистающий сын Шахара», в значении «сияющий, сын утра») в Вульгате переведено как Lucifer, в Синодальном переводе — как «денница».